# Port Washington North
Port Washington North – wieś w Stanach Zjednoczonych, w stanie Nowy Jork, w hrabstwie Nassau.